# Blohm & Voss BV 238
Blohm & Voss BV 238 là một loại tàu bay của Đức Quốc xã trong Chiến tranh thế giới II. Đây là loại máy bay nặng nhất từng bay vào năm 1944, và cũng là máy bay lớn nhất được sản xuất bởi một quốc gia thuộc phe Trục trong Chiến tranh thế giới II.

## Biến thể
Dữ liệu từ \:
BV 238 V1
BV 238-Land
BV 250

## Tính năng kỹ chiến thuật (BV 238A-02 (V6))
Dữ liệu lấy từ Aircraft of the Third Reich Vol.1, Blohm & Voss Bv 222 "Wiking" - Bv 238
Đặc tính tổng quan
- Kíp lái: ~ 12
- Chiều dài: 43,35 m (142 ft 3 in)
- Sải cánh: 60,17 m (197 ft 5 in)
- Chiều cao: 12,8 m (42 ft 0 in)
- Diện tích cánh: 360,16 m2 (3.876,7 foot vuông)
- Trọng lượng rỗng: 54.780 kg (120.769 lb)
- Trọng lượng có tải: 90.000 kg (198.416 lb) đối với nhiệm vụ trinh sát

95,000 kg (209 lb) đối với nhiệm vụ ném bom
- Trọng lượng cất cánh tối đa: 100.000 kg (220.462 lb)
- Động cơ: 6 × Daimler-Benz DB 603G , 1.417 kW (1.900 hp) mỗi chiếc khi cất cánh
 1.163 kW (1.560 hp) ở độ cao 7,375 m (24 ft)

Hiệu suất bay
- Vận tốc cực đại: 350 km/h (217 mph; 189 kn) khi có trọng lượng 60,000 kg (132 lb) trên mực nước biển

425 km/h (264 mph) khi có trọng lượng 60,000 kg (132 lb) trên độ cao 6,000 m (20 ft)
- Vận tốc hạ cánh: 143 km/h (77 kn, 89 mph)
- Tầm bay: 6.620 km (4.113 mi; 3.575 nmi) ở vận tốc 365 km/h (227 mph) với trọng lượng 92,000 kg (203 lb) trên độ cao 2,000 m (7 ft)
- Trần bay: 7.300 m (23.950 ft)
- Tải trên cánh: 261 kg/m2 (53 lb/foot vuông)

Vũ khí trang bị

- Súng: :20 x súng máy MG 131 13 mm (0,512 in)

2 x pháo MG 151/20 20 mm (0,787 in)
- Bom: 20 x quả bom SC 250 250 kg (551 lb) SC 250

và 4 x quả bom 250 kg (551 lb) SC 1000
hoặc 2 x ngư lôi 1,200 kg (3 lb) LD 1200
hoặc 4 x tên lửa Henschel Hs 293
hoặc 2 x bom lượn 1,000 kg (2 lb) Blohm & Voss BV 143